# Batalla de Sant Quintí (1557)
La batalla de Sant Quintí està dins les Guerres Italianes, que enfrontà a les Espanyes amb el Regne de França al segle XVI. Després d'haver estat envaït el 1556 el Regne de Nàpols per les tropes franceses del Duc de Guisa, Felip II ordenà a les tropes espanyoles que es trobaven als Països Baixos espanyols envair França. La guerra oberta entre Enric II de Valois i Felip II d'Espanya entrava en la seva fase més crucial. Una part considerable de la tropa que va intervenir a la Batalla de Sant Quintí era d'origen italià, sobretot soldats reclutats als terços de Nàpols. L'exèrcit de Felip II també es va nodrir d'un bon nombre de soldats flamencs i anglesos.

## Preliminars de la batalla
El primer escenari de l'enfrontament se situà a Itàlia, on l'ajuda del Papa Pau IV facilità l'entrada de tropes franceses per amenaçar els dominis de Felip II del Milanesat i sobretot de Nàpols. El duc d'Alba, que estava al càrrec dels espanyols, refusà eficaçment als invasors i va aïllar al Papa, fet que va provocar l'excomunió de Felip II.
Però va ser a la frontera entre França i Flandes on es desenvoluparen els principals escenaris de la contesa. Ruy Gómez de Silva aconseguí reclutar a 8.000 infants i abundants fons per a la guerra. Felip II, per la seva part, va visitar Anglaterra per a rebre ajuda de la seva esposa, Maria I Tudor. Aquesta li va donar 9.000 lliures i 7.000 homes, que marxaren cap a Flandes sota les ordres de lord Permbroke. L'exèrcit que arribà a concentrar-se a la capital belga va arribar a estar compost per uns 60.000 castellans, flamencs i anglesos, comptant amb 17.000 genets i 80 peces d'artilleria. El cap d'aquest contingent va ser Manuel Filibert de Savoia, ferm aliat de les Espanyes, qui havia estat al servei de Carles V quan el rei de França despullà la seva família del ducat savoià.

## Ofensiva del duc de Savoia
L'ofensiva s'inicià abans que acabés aquest mateix mes, amb un moviment de distracció estratègicament planejat per Manuel Filibert de Savoia i dirigit a fer creure als francesos que les tropes aliades envairien la Xampanya per, després, dirigir-se a Guisa, amenaçant-la amb un assetjament; això motivà que els francesos enviessin molts efectius per a defensar-la. Però, en realitat, Manuel Filiberto agafà el camí cap a Saint-Quentin, localitat de la Picardia, a la ribera del Somme.
L'impacte d'aquesta mesura entre els francesos fou determinant, ja que la guarnició d'aquesta petita ciutat es limitava a pocs centenars de soldats sota el comandament d'un capità. L'exèrcit espanyol començà l'atac el 2 d'agost, apoderant-se del raval situat al nord, format per un centenar de cases i defensat per algunes fosses i bateries. La resposta francesa fou enviar ràpidament a l'almirall Gaspar de Coligny al davant d'un contingent de socors format per només 500 homes que aconseguí introduir-se a la ciutat a la nit del 3 d'agost. Després d'aquesta avantguarda d'urgència, a marxes forçades, s'aproximava l'exèrcit francès al complet, amb 22.000 infants, 8.000 genets i 18 canons, comandats pel conestable de Anne de Montmorency i el seu germà Andelot, que també es va intentar introduir a la ciutat amb 4.500 soldats, però que va fracassar en caure davant una emboscada del comte de Mansfeld, al servei de Felip II.

## L'error francès

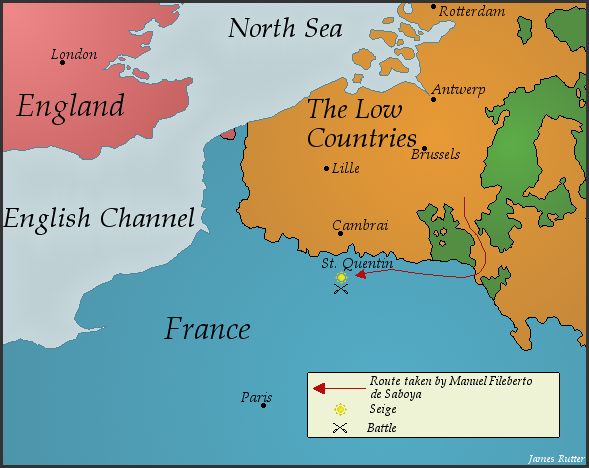
Ruta de Manuel Filibert de Savoia

El 10 d'agost de 1557, dia de Sant Llorenç, Montmorency va decidir avançar sobre la ciutat de Saint-Quentin amb la intenció que la seva avantguarda creués el Somme en barques i entrés a la plaça. El seu pla consistia a reforçar ràpidament als assetjats mentre el gruix de l'exèrcit francès es resguardava temporalment al bosc proper de Montescourt.
Però, poc després, degut al profund menyspreu personal que sentia envers Manuel Filibert de Savoia, subestimant les seves qualitats militars, Montmorency va optar per canviar d'intenció i ordenà a les seves tropes que abandonessin la protecció del bosc, fent-les desplegar paral·lelament mentre la seva avantguarda creuava el riu. Aquesta imprudència deixava la porta oberta perquè els espanyols poguessin travessar el riu pel pont de Ruovroy i així sorprendre'l a la meitat de la maniobra, però el conestable de Montmorency confiava cegament en què l'estretesa del pas ho impediria.
Llavors, un nou grup manat per Andelot creuà amb èxit el riu, però a la riba esquerra es va topar amb els arcabussers espanyols, que causaren una matança important. Només uns 300 francesos aconseguiren arribar a la ciutat. Fins i tot Andelot fou ferit.

## Ofensiva dels arcabussers
A més a més, la cavalleria lleugera flamenca de Lamoral d'Egmont fustigà el flanc esquerre de les tropes franceses i obligà a Montmorency a retirar-se altra vegada al bosc, mentre la cavalleria francesa, dirigida per Nevers, intentava contenir l'atac.
L'estratègic pont sobre el Somme era estret, però no tant com suposava el conestable, de manera que les tropes de Manuel Filibert de Savoia aconseguiren creuar-lo ràpidament. A més, construïren un altre pont de barques i fustes per a permetre que el travessessin més tropes, a la vegada que la cavalleria d'Egmont maniobrava fins a eludir el contraatac de Nevers i penetrar al bosc on es trobava Montmorency. Davant aquesta asfixiant situació, el conestable no tingué més remei que presentar batalla allà mateix.

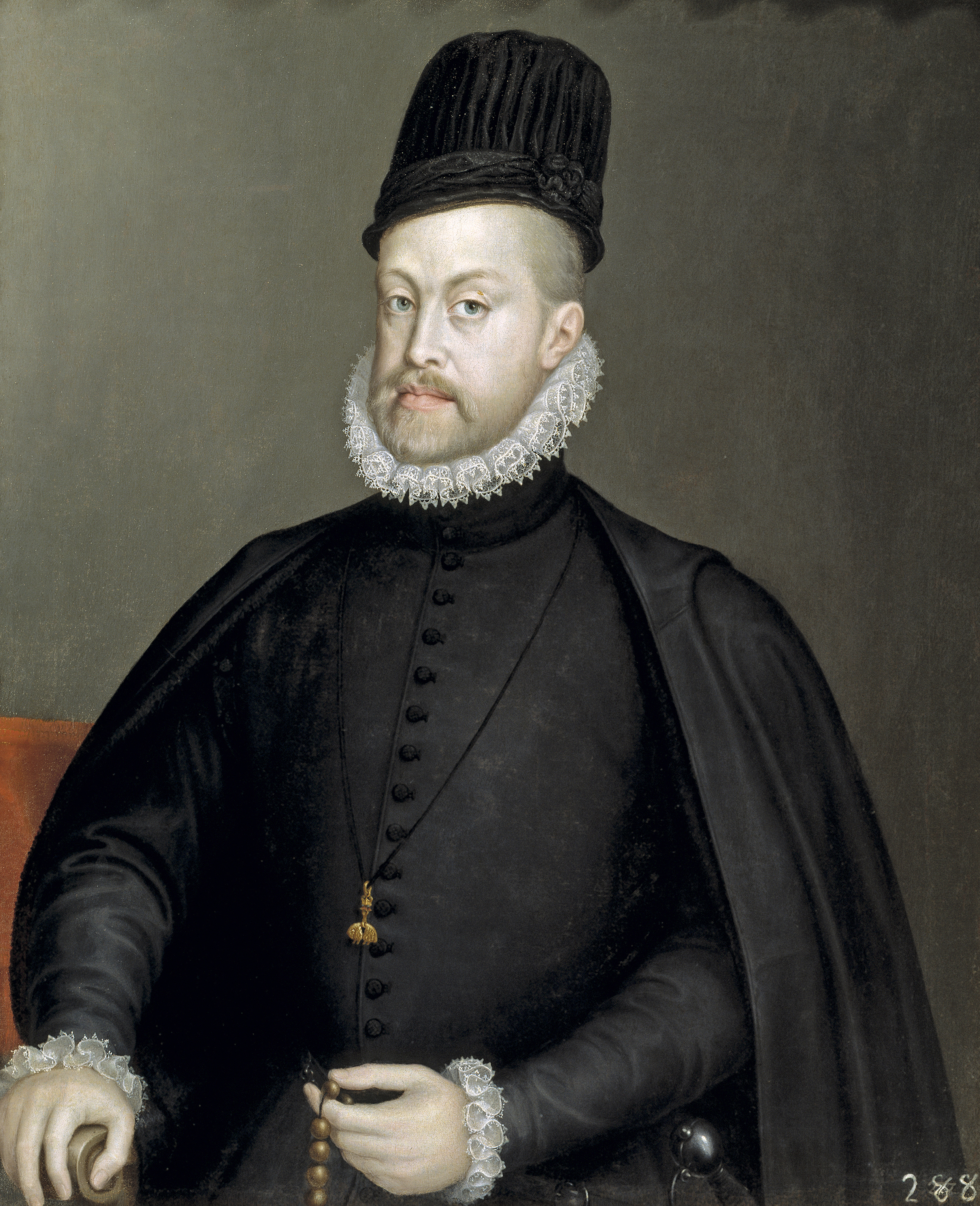
Felip II

Mentre la seva rereguarda seguia amenaçada pel Comte d'Egmont, la infanteria de Felip II ja s'havia desplegat i avançava en tot el front. El Duc Filiberto manava el centre; a l'ala dreta hi havia Mansfeld i Horne; i a l'ala esquerra hi havia Aremberg i Brunswich. Ambdues ales van caure amb molta violència sobre l'exèrcit francès, que a més de ser inferior en nombre, es veié àmpliament desbordat a causa de les constants descàrregues dels arcabussers castellans, que destrossaven les seves files sense parar. Hi hagué tal carnisseria que els 5.000 mercenaris alemanys del bàndol francès varen decidir rendir-se en massa. Només resistia el centre, on l'aclaparat Montmorency rebia l'implacable foc de l'artilleria enemiga fins que, veient que tot estava perdut, optà per una mort honorable batent-se cos a cos sense èxit. Va ser capturat per un soldat espanyol de cavalleria anomenat Sedano, que va rebre un premi de 10.000 ducats.

## Resultat final

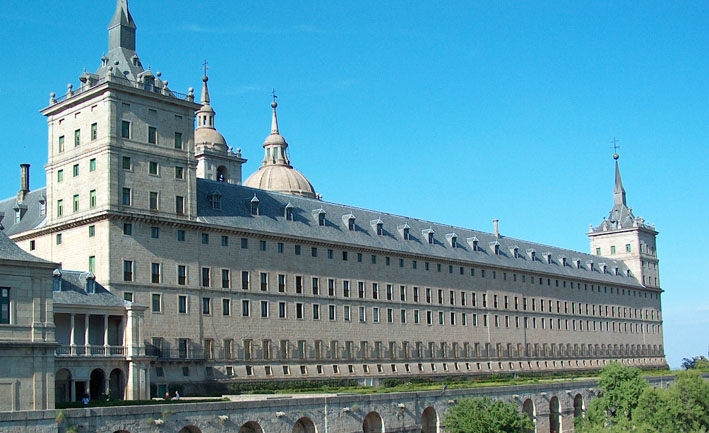
Monestir de l'Escorial

Sumant a les baixes en combat, la matança dels fugits (molt considerable), es calcula que l'exèrcit francès va perdre uns 6.000 homes i 6.000 van ser fets presoners. Entre aquests hi havia un miler de nobles, entre els quals hi havia Anne de Montmorency, els ducs de Montpensier i de Longueville i el príncep de Pàdua i el mariscal de Saint André. Van ser capturades més de 50 banderes i tota l'artilleria. Els 5.000 mercenaris alemanys que s'havien rendit foren repatriats a canvi del jurament de no tornar a servir sota banderes franceses. Les forces de Felip II només patiren unes 300 baixes entre morts i ferits.
En conèixer el resultat de Saint-Quentin, Felip II informà a tota la seva família i va decidir celebrar la victòria ordenant la construcció del Monestir de l'Escorial. Fou dedicat a Sant Llorenç, sant del dia de la victòria. Després, va felicitar al Duc de Savoia i -en contra de la seva opinió-, va decidir no atacar directament París fins a haver pres del tot Saint-Quentin, encara en mans franceses. Els assetjats van resistir fins al 27 d'agost, quan una columna castellana, una flamenca i una anglesa obriren forats a la muralla. Els assaltants van matar la majoria de la guarnició i capturaren també a l'almirall Coligny amb diversos nobles més. Felip II deixà com a guarnició al Comte d'Abresfem amb 4.000 alemanys, tornant a Brussel·les per a la reunió dels Estats Generals.
Cal assenyalar que en aquesta batalla hi tingué un important paper el cap de l'artilleria de Felip II, el militar flamenc Lamoral, Lamoral d'Egmont que el 1568 fou executat a Brussel·les acusat de revolta pel Tribunal dels Tumults, fundat pel militar espanyol Fernando Álvarez de Toledo y Pimentel, Duc d'Alba.

## Conseqüències
El gener de 1558 els francesos van prendre Calais, l'única possessió anglesa que quedava al continent. però les tropes aliades tornaren a vèncer a les franceses a la batalla de Gravelines, forçant a França a firmar la Pau de Cateau-Cambrésis el 1559 per la que França reconegué la supremacia hispànica.